# Batista Custódio
Batista Custódio dos Santos (Caiapônia, 9 de abril de 1935 – Goiânia, 24 de novembro de 2023) foi um renomado jornalista e editorialista brasileiro, figura central na imprensa goiana e nacional, conhecido por sua escrita incisiva e posicionamento crítico.
Nascido em uma família tradicional de pecuaristas em Caiapônia, sudoeste de Goiás, sua infância foi marcada por experiências em uma grande fazenda, onde conviveu com viajantes e tropeiros. Desde cedo, demonstrou um caráter forte e independente, influenciado por eventos históricos como a passagem da Coluna Prestes por sua cidade natal, e pelos ensinamentos de padres republicanos espanhóis refugiados, que moldaram sua visão humanista e anticlerical. Em junho de 1943, o jovem Batista testemunhou um evento histórico em sua cidade: aviões DC-3 da FAB pousaram em Caiapônia no âmbito da “Operação Roncador-Xingu”, parte da política de Getúlio Vargas de interiorização do desenvolvimento (Marcha para o Oeste), estreitando laços familiares com o então tenente João Alberto Lins de Barros.
Ao longo de sua carreira, Batista Custódio destacou-se por sua atuação no jornal Cinco de Março, onde publicou uma série de artigos que refletiam seu olhar aguçado sobre a política e a sociedade brasileira. Seus textos abordavam desde críticas contundentes à corrupção e à inoperância governamental, como nas crônicas “Vacas Magras” e “A Nação dos Ilha-Grandenses”, até reflexões sobre a dignidade humana, a justiça social e a liberdade de imprensa. Ele defendia uma imprensa independente, combatendo o favoritismo e as “mazelas” da vida pública, chegando a desafiar figuras políticas e empresariais em nome da moralidade e da transparência.
Sua escrita era marcada pela espontaneidade e pela convicção, como expresso em “Lobo no Galinheiro”, onde afirma que “não abrirei mão da sinceridade de propósitos e, ainda que alheio ao cortejamento das multidões e na incompreensão destas, fecharei a vida escrevendo apenas o que não me envergonhe assinar”. Ele também se notabilizou por sua postura firme diante de ameaças e processos, recusando-se a recuar em suas denúncias contra a corrupção em órgãos públicos e a impunidade de poderosos, conforme evidenciado em sua “Carta Confidencial” a Jacy de Assis. Batista Custódio não se limitava a críticas, mas também propunha reflexões sobre o papel da liderança e a importância da continuidade administrativa, como em “Do Tamanho de Uma Carapuça”, onde citava o ministro Costa Cavalcanti. Seu legado é o de um jornalista que, com coragem e integridade, utilizou sua voz para fiscalizar o poder, defender os valores democráticos e lutar por uma sociedade mais justa.

## Infância e Formação
Filho de família goiana tradicional, foi criado em uma grande fazenda de pecuária, onde desde cedo conviveu com viajantes e tropeiros que passavam pela região sudoeste de Goiás. Uma das histórias marcantes de sua infância envolve sua avó, que chegou a pegar em armas contra os integrantes da Coluna Prestes ao confundi-los inicialmente com invasores – até que o próprio capitão Luís Carlos Prestes evitou o confronto e esclareceu a situação, ganhando o respeito da família pelo idealismo do movimento rebelde. Na infância, Batista foi coroinha na igreja e conviveu com padres republicanos espanhóis refugiados da Guerra Civil (expulsos da Espanha pelo regime de Franco). Deles aprendeu lições valiosas – como a máxima: “Não há nada mais burro que o sectarismo ideológico e o fanatismo religioso” –, influência que moldaria sua visão humanista no campo político e sua visão crítica em relação a hipocrisia na conduta religiosa.
Em junho de 1943, o jovem Batista testemunhou um evento histórico em sua cidade: aviões DC-3 da FAB pousaram em Caiapônia no âmbito da “Expedição Roncador-Xingu”, parte da política de Getúlio Vargas de interiorização do desenvolvimento (Marcha para o Oeste). Nesse contexto, a família de Batista estreitou laços com o então tenente João Alberto Lins de Barros (ex-integrante da Coluna Prestes), designado para chefiar a Fundação Brasil Central em Caiapônia – fato que marcou a memória do garoto e aumentou seu interesse por assuntos nacionais.
Na adolescência e juventude, Batista Custódio revelou inclinação pelas letras e pela política. Mudou-se para Goiânia para completar os estudos e envolveu-se intensamente no movimento estudantil local. Estudou no Lyceu de Goiânia. Chegou a dividir quarto em uma república de estudantes com Iris Rezende Machado, que mais tarde se tornaria importante líder político goiano. Em 1956, aos 21 anos, Batista iniciou sua vida profissional: formou-se no curso técnico de agrimensura (topografia) no antigo Instituto Federal de Tecnologia e, nesse mesmo ano, fundou seu primeiro jornal, um pequeno tabloide intitulado A Luneta. Essa publicação embrionária refletia sua vocação jornalística precoce e serviu de laboratório para suas ideias. Poucos anos depois, ele estaria no centro de um dos eventos definidores de sua geração.

## Fundação doCinco de Marçoe a Década de 1960
O ano de 1959 marcou profundamente a trajetória de Batista Custódio. Em 5 de março daquele ano, estudantes secundaristas de Goiânia organizaram manifestações contra o aumento das tarifas de transporte coletivo e das mensalidades escolares, protestos que foram violentamente reprimidos pela polícia do governador José Feliciano. O resultado trágico foi a morte de um estudante durante uma passeata pacífica em frente ao antigo Mercado Central de Goiânia (local onde hoje é o edifício Parthenon Center). Batista Custódio, então com 23 anos, participou ativamente desse movimento estudantil ao lado de colegas como Consuelo Nasser, Telmo de Faria, Javier Godinho, Valterli Guedes e Zoroastro Artiaga. Indignados com o episódio sangrento, o grupo realizou reuniões – muitas na casa do político Alfredo Nasser (tio de Consuelo) – e decidiu fundar um jornal que eternizasse a data do massacre estudantil em seu nome. Assim nasceu, ainda em 1959, o semanário Cinco de Março, lançado com a missão de denunciar injustiças e defender a liberdade, trazendo como lema a frase emblemática: “Nem Washington, nem Moscou, nem Roma: Tudo pelo Brasil”. O título do periódico era uma homenagem direta à data do protesto reprimido, para que nunca se esquecesse daquele 5 de março.
Batista Custódio assumiu o comando da redação do Cinco de Março junto com Telmo de Faria, enquanto Consuelo Nasser – que cursava Direito no Rio de Janeiro – articulou os meios de viabilizar o jornal, conseguindo com seu tio Alfredo a doação das oficinas tipográficas do extinto Jornal de Notícias, além de máquinas gráficas adicionais cedidas pelo aliado Randal Ferreira. Consuelo retornou definitivamente a Goiânia em 1962, formada em Direito, e passou a atuar como redatora-chefe do Cinco de Março a convite de Batista. Nascia ali uma parceria profissional (e pessoal) muito frutífera: Consuelo Nasser – que mais tarde se casaria com Batista Custódio – tornou-se seu “braço direito” no jornal, editando textos, pautando reportagens e revisando o material dos repórteres com esmero. Ambos imprimiram no semanário um jornalismo combativo e de vanguarda para a época.
Durante anos chegou-se a especular que Consuelo escreveria artigos para Batista apenas assinar, mas jornalistas próximos desmentem: embora ela frequentemente revisasse os textos, Batista sempre escreveu por conta própria – e escrevia muito bem, com artigos bem informados e estilo próprio. O Cinco de Março rapidamente ganhou fama em Goiás pela sua postura crítica e investigativa. Numa época em que a imprensa local tendia ao conservadorismo, o semanário de Batista destacava-se por denunciar corrupção e abusos de poder “incomodando a Deus e ao mundo”, como resumiria um pesquisador.
Com circulação sempre às segundas-feiras, o jornal era avidamente disputado nas bancas; dizia-se que Goiânia “tremia” a cada nova edição, tamanha a repercussão de suas matérias. Em pouco tempo, a publicação atingiu tiragens expressivas – chegou a vender 60 mil exemplares em 1965, um recorde para a imprensa goiana da época. Vários textos do Cinco de Março tornaram-se icônicos pela coragem das denúncias. Entre eles destaca-se uma reportagem investigativa que revelou um desfalque de Cr$ 5 milhões nos cofres da Polícia Militar de Goiás, indicando que policiais teriam rifado armas e munições para cobrir o rombo antes que fosse descoberto. A revelação causou forte reação: logo nas primeiras horas após o jornal circular, dois jipes da PM cercaram a sede do periódico e empastelaram o local – os policiais atiraram e depredaram as instalações, forçando o semanário a suspender sua impressão por um mês. A violência contra o jornal provocou protestos em nível nacional; ainda que Batista tenha recorrido à Justiça, o Cinco de Março nunca foi indenizado pelos prejuízos sofridos.
Esses episódios consolidaram a reputação de Batista Custódio como um editor destemido e independente, disposto a enfrentar interesses poderosos. Em reconhecimento à qualidade e impacto de seu jornalismo, o Cinco de Março recebeu inclusive o Prêmio Esso de 1964, ano em que o semanário decidiu enfrentar de vez o recém-instaurado regime militar.

## Confronto com a Ditadura Militar (1964–1979)
Com o golpe militar de 1964, as atividades jornalísticas de Batista Custódio entraram em um período ainda mais perigoso. Mesmo sob a censura e repressão crescentes, ele manteve o Cinco de Março firme em sua linha editorial de denúncia contra políticos corruptos e da ditadura, transformando o jornal num bastião da liberdade de imprensa em Goiás. Essa postura teve custos pessoais: o semanário sofreu diversas formas de ataque e intimidação por parte dos governantes militares ao longo dos anos 60 e 70. Em 1970, cerca de cinco anos após o auge do jornal, Batista Custódio foi preso pelo regime, acusado de “crime de opinião” por suas críticas públicas. Ele ficou encarcerado por oito meses como preso político.
Durante sua prisão, Consuelo Nasser assumiu a administração do jornal e liderou uma cruzada pela libertação do esposo, mobilizando colegas e contatos em sua defesa. A campanha pela soltura de Batista ganhou força; seu caso chegou ao Supremo Tribunal Federal, onde o habeas corpus em seu favor foi lido em plenário como um verdadeiro grito de liberdade contra a opressão vigente. Batista Custódio finalmente conquistou a liberdade, mas o episódio deixou marcas: Consuelo, exaurida pelo esforço, teve um esgotamento nervoso e afastou-se do trabalho jornalístico por algum tempo após 1970. Ainda assim, o Cinco de Março continuou circulando durante toda a década de 1970, sempre driblando a censura e publicando matérias contundentes. O jornal resistiu até 1979, quando encerrou suas atividades após 20 anos ininterruptos de história na imprensa brasileira. A última fase do semanário coincidiu com o início da abertura política no país, e Batista já vislumbrava novos rumos para sua atuação jornalística com a iminente redemocratização.
Uma vez restaurada a democracia, Batista Custódio optou por não requerer nenhuma indenização do Estado pelos anos de perseguição que sofrera na ditadura. Diferentemente de outros jornalistas cassados que buscaram reparações oficiais, Batista abriu mão desse direito, talvez por princípios – ele afirmava preferir seguir em frente e continuar na imprensa, honrando sua luta por liberdade, do que aceitar compensações financeiras tardias. Também recusou diversos convites para ingressar na carreira política ou ocupar cargos públicos: para Batista, seu lugar era na trincheira do jornalismo, não em gabinetes governamentais. Esse posicionamento reforçou sua imagem de profissional íntegro e independente, movido mais pela missão cívica do que por interesses pessoais.

## Criação do Diário da Manhã e Anos 1980
Com o fim do Cinco de Março, Batista Custódio canalizou sua experiência e prestígio em um novo projeto editorial. Em 1980, já em plena abertura política, ele fundou em Goiânia o jornal Diário da Manhã (DM) – um diário de circulação regular, concebido como sucessor espiritual do antigo semanário. O Diário da Manhã foi lançado oficialmente em 12 de março de 1980, poucos meses após o encerramento do Cinco de Março, trazendo Batista Custódio como fundador e editor-geral. O momento era oportuno: o país caminhava para a redemocratização, e Batista enxergou a necessidade de um veículo diário, mais moderno e alinhado às transformações da sociedade. “Os tempos modernos exigiam outro tipo de jornalismo, mais fiel aos fatos”, comentou-se sobre a transição do Cinco de Março para o DM. Assim, enquanto o Cinco ficara marcado pelo sensacionalismo combativo típico dos anos 60, o Diário da Manhã assumiu um estilo mais factual e analítico, sem perder a veia crítica que era marca de Batista. Logo nos primeiros anos, o DM tornou-se um dos jornais mais influentes de Goiás, consolidando-se sob o signo da abertura política.
Para compor a redação do Diário da Manhã, Batista Custódio recrutou um time de profissionais de primeira linha. Inicialmente, contou com jornalistas goianos experientes que transitaram do Cinco de Março para o novo diário, nomes como Hélio Rocha, Javier Godinho, Djalba Lima, Marco Antônio da Silva Lemos, Lorimá “Mazinho” Dionízio, Luiz Carlos Bordoni, entre outros. Em seguida, buscando elevar o patamar do veículo, Batista consultou colegas de renome nacional (como os editores Mino Carta e Cláudio Abramo) e decidiu contratar grandes jornalistas de fora para atuarem em Goiânia. Assim, integraram-se ao DM figuras consagradas como Washington Novaes (veterano da grande imprensa do Rio/SP e especialista em meio ambiente), Aloysio Biondi (tríplice vencedor do Prêmio Esso de Economia), Reynaldo Jardim (poeta e inovador do Jornal do Brasil), Marco Antônio Coelho, Pindé (José Antônio Menezes), além de colaboradores exclusivos como Jânio de Freitas, Mino Carta e o crítico José Guilherme Merquior, que escreviam artigos especialmente para o jornal. Sob a liderança de Batista Custódio, essa mescla de talentos locais e “importados” construiu um jornal de alto nível, cujas reportagens e colunas repercutiam nacionalmente. O DM rapidamente se destacou a ponto de, em 1984, ser laureado como o 3º Melhor Veículo de Comunicação do Brasil pela Academia Brasileira de Letras – um feito notável para um jornal regional.
Ao mesmo tempo, Batista incorporou inovações tecnológicas e editoriais no Diário da Manhã. O DM orgulha-se de ter sido o primeiro jornal de Goiás (e um dos pioneiros do país) a adotar diagramação eletrônica em suas oficinas gráficas, abandonando o velho método manual de montagem. Além disso, foi o primeiro veículo do Centro-Oeste a disponibilizar todo o seu conteúdo na internet, iniciando sua presença digital já no ano 2000, bem à frente de muitos concorrentes nacionais. Editorialmente, Batista manteve no DM uma linha firme em defesa da democracia, dos direitos humanos e da preservação ambiental. Criou cadernos e espaços inovadores, como o suplemento “Opinião Pública” (lançado em 2006), dedicado a artigos de opinião de leitores, cronistas e pensadores variados, abrindo as páginas do jornal para vozes da sociedade civil. Essa postura de “jornalismo cívico” – muitas vezes trazendo cidadãos comuns e especialistas convidados para escrever – foi pioneira, funcionando como uma espécie de open source do jornalismo regional. Para Batista, ser jornalista era mais que uma profissão: era um sacerdócio, uma missão em prol da coletividade, e o DM deveria refletir esse espírito de serviço público.
Apesar do sucesso editorial, o Diário da Manhã enfrentou dificuldades financeiras em meados da década de 1980. Em 1984, o jornal viveu uma grave crise: após algumas divergências políticas e problemas de gestão, o DM fechou as portas em 3 de outubro de 1984. Uma explicação recorrente para esse colapso foi o confronto com o então governador Íris Rezende. Batista Custódio havia adotado uma linha de crítica ao governo estadual eleito em 1982, e, segundo relatos, teria havido retaliações severas – anunciantes do DM teriam sofrido pressões e auditorias fiscais, e recursos publicitários do Estado teriam sido cortados como punição ao jornal oposicionista. Essa famosa perseguição política coincidiu com uma administração financeira pouco rigorosa na empresa jornalística, o que levou ao colapso econômico do diário em 1984.
Consequentemente, Batista Custódio e Consuelo Nasser (que ainda eram sócios no jornal) se viram forçados a interromper a publicação. Esses abalos repercutiram também na vida pessoal: após a crise do jornal, o casamento de Batista e Consuelo entrou em colapso e os dois decidiram se separar no início dos anos 1980. Consuelo, feminista atuante, passou a se dedicar a projetos próprios – fundou em 1984 o Centro de Valorização da Mulher (Cevam) para combater a violência doméstica – enquanto Batista se concentrou em reerguer seu empreendimento jornalístico. Demonstrando resiliência, Batista Custódio conseguiu relançar o Diário da Manhã apenas dois anos depois do fechamento.
Em 10 de outubro de 1986, o DM voltou a circular, reaberto sob a liderança de Batista com apoio de parceiros e da equipe remanescente. A reativação do jornal coincidiu com a redemocratização do Brasil (Nova República) e a saída de Íris Rezende do governo de Goiás, fatores que criaram um ambiente mais favorável. Nessa nova fase pós-1986, o Diário da Manhã manteve sua relevância e recuperou gradativamente a saúde financeira. Júlio Nasser, filho adotivo de Batista (e filho biológico de Consuelo), assumiu posteriormente a presidência da empresa, enquanto Batista permanecia como editor-geral e alma do jornal. A redação se renovou com novos talentos e o DM consolidou-se de vez como um dos principais diários goianos. Em reconhecimento ao legado e à importância cultural do jornal, a Câmara Municipal de Goiânia tombou, em 2016, o conjunto de esculturas e obras de arte que Batista instalou nos jardins e na sede do DM desde 1986, preservando assim o patrimônio artístico que ele ajudou a criar com o escultor Omar Souto.

## Conquistas, Tragédias e Lutas (Anos 1990–2000)
No campo pessoal, as décadas de 1990 e 2000 trouxeram grandes alegrias e profundas tristezas para Batista Custódio. Ele e Consuelo Nasser tiveram um filho, Fábio Nasser Custódio dos Santos, nascido em 1965. Fábio seguiu os passos dos pais e tornou-se jornalista, chegando a chefiar a editoria de Política do Diário da Manhã. Contudo, em uma tragédia familiar, Fábio Nasser suicidou-se em 17 de janeiro de 1999, com apenas 33 anos de idade. A morte prematura do filho abalou profundamente Batista e Consuelo. Consuelo Nasser, já abalada e sofrendo de depressão, acabou por também tirar a própria vida poucos anos depois: suicidou-se em 20 de agosto de 2002, aos 63 anos, aparentemente incapaz de superar a perda do filho.
As tragédias familiares marcaram Batista Custódio de forma indelével, mas também reforçaram seu vínculo com a espiritualidade. De orientação cristã não-dogmática e aberto ao espiritismo, ele passou a publicar, a partir de 2001, cartas psicografadas atribuídas ao espírito de Fábio Nasser nas páginas do jornal. Mais de uma centena dessas mensagens mediúnicas foram divulgadas no DM ao longo dos anos, consolando não só a família, mas também muitos leitores – uma iniciativa incomum que aproximou o jornalismo de Batista de sua fé na vida após a morte. Em uma dessas cartas, recebida no dia anterior a sua morte, e lida em voz alta para ele, pelo seu filho afetivo, Arthur da Paz, no leito da UTI do Hospital São Francisco de Assis, no Setor Oeste, em Goiânia, na noite do dia 23 novembro de 2023, Fábio dirigiu-lhe palavras de orgulho e admiração ao pai combatente, num emocionante diálogo espiritual que acompanhou Batista até o fim da vida.
Apesar do impacto permanente que o luto pessoal causou, Batista Custódio manteve-se ativo e inovador em sua carreira nos anos 1990 e 2000. Sob sua liderança, o Diário da Manhã foi protagonista de diversas campanhas e marcos cívicos. Em 1985, por exemplo, o DM assumiu a linha de frente na defesa da construção da Ferrovia Norte-Sul – um projeto de integração ferroviária nacional proposto pelo presidente José Sarney, mas duramente criticado pela grande imprensa do eixo Rio-São Paulo na época. Batista marchou contra o corporativismo dos grandes centros e abraçou a causa: reuniu sua equipe para produzir um caderno especial e séries de reportagens detalhando a importância logística e estratégica da ferrovia para o desenvolvimento do Brasil Central. O material repercutiu em todo o país e tornou-se um marco na defesa da Norte-Sul. Ao lado de seus filhos Júlio Nasser e Fábio Nasser, Batista criou espaços no jornal para que a sociedade entendesse e apoiasse o projeto. Décadas depois, em 2023, quando o governador Ronaldo Caiado finalmente participou da conclusão total da ligação ferroviária, Batista emocionou-se ao ver concretizado “um de seus sonhos” de juventude.
Outra bandeira importante levantada por Batista Custódio foi a ética na imprensa. Em 2002, preocupado com o clima de denuncismo irresponsável que dominava parte da mídia nacional no início do século (escândalos políticos baseados em acusações sem provas sólidas), Batista lançou no DM a campanha “Ética e Honra”, posicionando-se contra calúnias e difamações sem julgamento transitado em julgado. O jornal adotou oficialmente a postura de não publicar acusações sem comprovação judicial, o que gerou amplo debate nos meios jornalísticos e jurídicos sobre os limites éticos da imprensa. Essa iniciativa pioneira lembrou aos veículos de comunicação que sua função era informar e fomentar o debate público – não “julgar” e condenar pessoas –, reforçando a necessidade de responsabilidade e honestidade na apuração de escândalos.
Batista Custódio também abraçou a causa ambiental em Goiás. Tornou-se voz ativa na denúncia de crimes ecológicos: expôs, por exemplo, a exploração ilegal de diamantes no Rio Araguaia, prática que devastava o meio ambiente e poluía as águas do rio. Sob sua orientação, o DM formalizou parcerias com ONGs ambientalistas e movimentos sociais, e Batista encampou uma militância firme contra balsas e dragas clandestinas nos rios goianos. Também se envolveu em lutas contra projetos de usinas hidrelétricas consideradas prejudiciais, mostrando preocupação precoce com a sustentabilidade. Essa defesa da natureza rendeu-lhe homenagens em vida – como uma comenda recebida por sua contribuição à causa ambiental, outorgada em Goiás – e refletiu-se em inúmeros editoriais e reportagens do DM alertando para questões ecológicas.
No plano empresarial, o Diário da Manhã passou por momentos difíceis nos anos 2000, reflexo das transformações do mercado. Em 2007, o jornal enfrentou uma grave crise trabalhista: um atraso de salários motivou os funcionários a organizarem um protesto silencioso (foram trabalhar vestidos de preto), o que levou Batista Custódio, então editor-geral, a demitir em massa 28 colaboradores envolvidos na manifestação. A atitude repercutiu nacionalmente, sendo repudiada pela Federação Nacional dos Jornalistas e pelo sindicato local, que criticaram a repressão ao movimento legítimo dos empregados. O episódio manchou a relação de Batista com parte da classe jornalística, mas ele manteve sua posição de comando. Posteriormente, em outubro de 2016, o grupo empresarial responsável pelo DM teve que recorrer a um pedido de recuperação judicial devido ao acúmulo de dívidas trabalhistas e tributárias – estimadas em cerca de R$ 17 milhões. Foi um período delicado, em que o jornal quase fechou novamente, mas a reestruturação permitiu sua continuidade. Mesmo com tais percalços, Batista Custódio conseguiu manter vivo o diário que fundara, adaptando-o aos novos tempos (inclusive migrando para o formato berliner em 2019 e reforçando a edição digital) e preservando sua linha editorial combativa.

## Últimos Anos, Morte e Legado
Nos anos 2010, já octogenário, Batista Custódio permaneceu atuante e fiel às suas convicções. Continuou escrevendo editoriais contundentes e drops diários com análises políticas. Era hábito de Batista, em períodos eleitorais, publicar no jornal qual era o seu voto e as razões de sua escolha, acreditando na transparência de opinião. Em 2006, por exemplo, declarou em editorial seu apoio à reeleição do presidente Luiz Inácio Lula da Silva, e voltou a fazê-lo em 2010 na eleição da primeira mulher presidente, Dilma Rousseff. Sob sua direção, o Diário da Manhã deu espaço para vozes contrárias ao impeachment de Dilma em 2016, posicionando-se editorialmente contra o que via como manipulação política antidemocrática. Batista também se colocou firmemente crítico à Operação Lava Jato nos anos seguintes, abrindo as páginas do DM para questionar os métodos do juiz Sérgio Moro e procuradores, em defesa do devido processo legal. Em 2018, por exemplo, o DM publicou uma matéria especial de quatro páginas – editada por Helton Lenine com participação de Batista – entrevistando o ex-desembargador Homero Sabino, que classificou Moro como um “juiz ditador” e alertou que “se a Lava Jato não acabar, vira ditadura do Judiciário”. Era a essência de Batista Custódio: nunca temer polêmica e usar a imprensa para defender a democracia e os direitos fundamentais.
Paralelamente, ele dedicou esforços a registrar suas memórias. Nos últimos anos de vida, Batista trabalhou na produção de um livro de memórias, revisitando décadas de história goiana e brasileira sob seu olhar. O livro SagaSonho está ainda digitado nas laudas da máquina de escrever e preservado no seu escritório, no Setor Nova Suíça, em Goiânia. Em 2021, após quatro anos de pesquisas e redação, publicou nas páginas do DM Online um extenso ensaio intitulado “Luz Quebrada”, ocupando impressionantes 86 páginas de jornal, em formato standard, caso tivesse sido impresso. Nesse trabalho panorâmico, Batista traçou um apanhado crítico da política nacional e estadual desde os tempos do presidente Juscelino Kubitschek até os dias atuais, apontando erros e acertos de várias gerações de líderes e projetando cenários futuros para Goiás e o Brasil. A ambiciosa publicação foi recebida como um legado intelectual de Batista Custódio, condensando sua experiência e visão em um único documento histórico.
Após mais de seis décadas de jornalismo, Batista Custódio oficialmente aposentou-se das funções administrativas em 2019, passando a direção cotidiana do Diário da Manhã para seus sucessores (entre eles, seu enteado e afilhado profissional Júlio Nasser, presidente do jornal). Ainda assim, Batista nunca se afastou de fato: continuou presente na redação, escrevendo colunas e participando das reuniões de pauta até os últimos dias, e editava a capa do jornal por telefone com seu sucessor, na edição-geral do DM, o jornalista e advogado Wellinton Carlos. Em casa, costumava se refugiar em sua vasta biblioteca, de onde “polia as palavras” dos textos que enviava ao jornal, mantendo seu estilo inconfundível – descrito como barroco-informativo – afiado contra tudo que o indignava. Carismático, culto e de espírito combativo, ele permaneceu uma referência viva para gerações de jornalistas goianos que se formaram sob sua tutela. Não à toa o Diário da Manhã ganhou a fama de “escola de jornalistas” – profissionais de destaque na imprensa nacional, como a comentadora política Cristiana Lôbo (1957–2021) ou a repórter da TV Globo Lilian Teles, começaram suas carreiras no DM de Batista nos anos 1980. Esse legado formador é parte inseparável da biografia do “mito do jornalismo goiano”, como ele frequentemente era chamado.
No segundo semestre de 2023, a saúde de Batista Custódio agravou-se. Fumante inveterado por muitos anos, ele lutava contra um câncer de pulmão há pelo menos dois anos. Em meados de 2023, uma pneumonia severa levou à sua hospitalização. Batista ficou internado cerca de 20 dias no Hospital São Francisco, em Goiânia, e chegou a passar por uma cirurgia na mandíbula durante esse período de tratamento. Mesmo debilitado, manteve a lucidez e a serenidade. Na noite de 23 de novembro de 2023, poucas horas antes de falecer, Batista recebeu da família a leitura de uma última carta psicografada atribuída a Fábio Nasser – mensagem de despedida que ele próprio havia pedido para ouvir e que encheu seus olhos d’água, confortando-o espiritualmente. Nas primeiras horas da manhã seguinte, 24 de novembro de 2023, Batista Custódio faleceu aos 88 anos, vítima de complicações pulmonares (uma pneumonia, agravada pelo câncer). Eram 8h25 da manhã de uma sexta-feira quando se calou a voz daquele que por décadas fora sinônimo de imprensa livre em Goiás.
A notícia de sua morte causou grande comoção. O governador de Goiás, Ronaldo Caiado, decretou luto oficial de três dias no estado, enaltecendo Batista Custódio como “um dos homens mais cultos e uma referência do jornalismo brasileiro, respeitado nacionalmente pelo conteúdo e preparo intelectual de suas matérias”. Entidades como a OAB-GO e o Sindicato dos Jornalistas emitiram notas lamentando a perda do “decano da imprensa goiana” e destacando sua defesa intransigente da liberdade de expressão. Batista Custódio deixou esposa (a viúva Marly Almeida, com quem se casara em segundas núpcias) e cinco filhos – incluindo aí filhos do primeiro e do segundo casamento e enteados que ele criou como seus. Seu legado, contudo, extrapola o âmbito familiar.
Ao longo de sua longeva carreira, Batista foi mentor de gerações e confidente de muitos políticos influentes. Manteve amizade e diálogo próximo com presidentes e governadores de diferentes matizes ideológicos – de Juscelino Kubitschek (de quem recebeu, como presente, um revólver Smith & Wesson calibre .32 com cabo de madrepérola), passando por José Sarney (a quem influenciou na concepção da Ferrovia Norte-Sul), até líderes regionais como Íris Rezende, Maguito Vilela, Marconi Perillo, Henrique Santillo, Alcides Rodrigues e Ronaldo Caiado. Mesmo convivendo com figuras do poder, Batista nunca abriu mão da independência: ao contrário, frequentemente aconselhava políticos em privado, mas não hesitava em criticá-los em público quando julgava necessário. Sua trajetória mostra coerência ímpar – sempre optou por atuar pela imprensa e pela sociedade civil, recusando ele próprio candidatar-se a cargos eletivos ou a se abrigar em conveniências partidárias.
A esta altura, já se passaram décadas desde que aquele jovem de Caiapônia empunhou a caneta (ou a máquina de escrever) pela primeira vez. Batista Custódio transformou o jornalismo goiano e inscreveu seu nome entre os grandes comunicadores do Brasil. Seu jornal, o Diário da Manhã, prossegue em atividade sob a presidência de Júlio Nasser, mantendo viva a chama da liberdade de expressão que ele acendeu lá atrás em 1959. Para a história, Batista deixa um legado multifacetado: foi fundador de dois jornais marcantes (o semanário Cinco de Março e o diário Diário da Manhã); foi um dos maiores editorialistas do país, com estilo próprio e coragem inabalável; defendeu causas sociais, políticas e ambientais de forma pioneira; inspirou e formou novos jornalistas; e, acima de tudo, jamais transigiu com a censura ou a opressão. Como bem resumiu sua esposa Marly Almeida em uma homenagem póstuma, “Batista amava toda a humanidade. Sentia a dor do outro profundamente. [...] Seu legado maior que deixou: nossos filhos... e essa falta que ele faz nesse momento político, em que quase ninguém fala com o amor e a clarividência que só ele tinha”. Batista Custódio foi, sem dúvida, o jornalista mais importante da história de Goiás, e sua vida – dos campos de Caiapônia à redação combativa em Goiânia – se confunde com a própria luta pela liberdade de imprensa no Brasil.